# Одайник, Семён Елизарович
Семён Елизарович Одайник (1 сентября 1938, Алексеевка, Бессарабия — 27 июня 2023, Кишинёв) — ведущий художник-геральдист в Республике Молдова, Член Союза художников Республики Молдова, Мастер искусств Молдавии (1996), Член Международной Федерации медальеров ФИДЕМ, Член Геральдической Комиссии при Президенте Республики Молдова, Кавалер Ордена Республики Республики Молдова (2017) и Ордена Почёта Республики Молдова (2004). Награждён медалью «Михай Эминеску» (2000). Член-корреспондент Академии культуры РПЦ.

## Биография
Окончил Кишинёвское художественное училище им. Репина.